# 아랍 세계 연구소

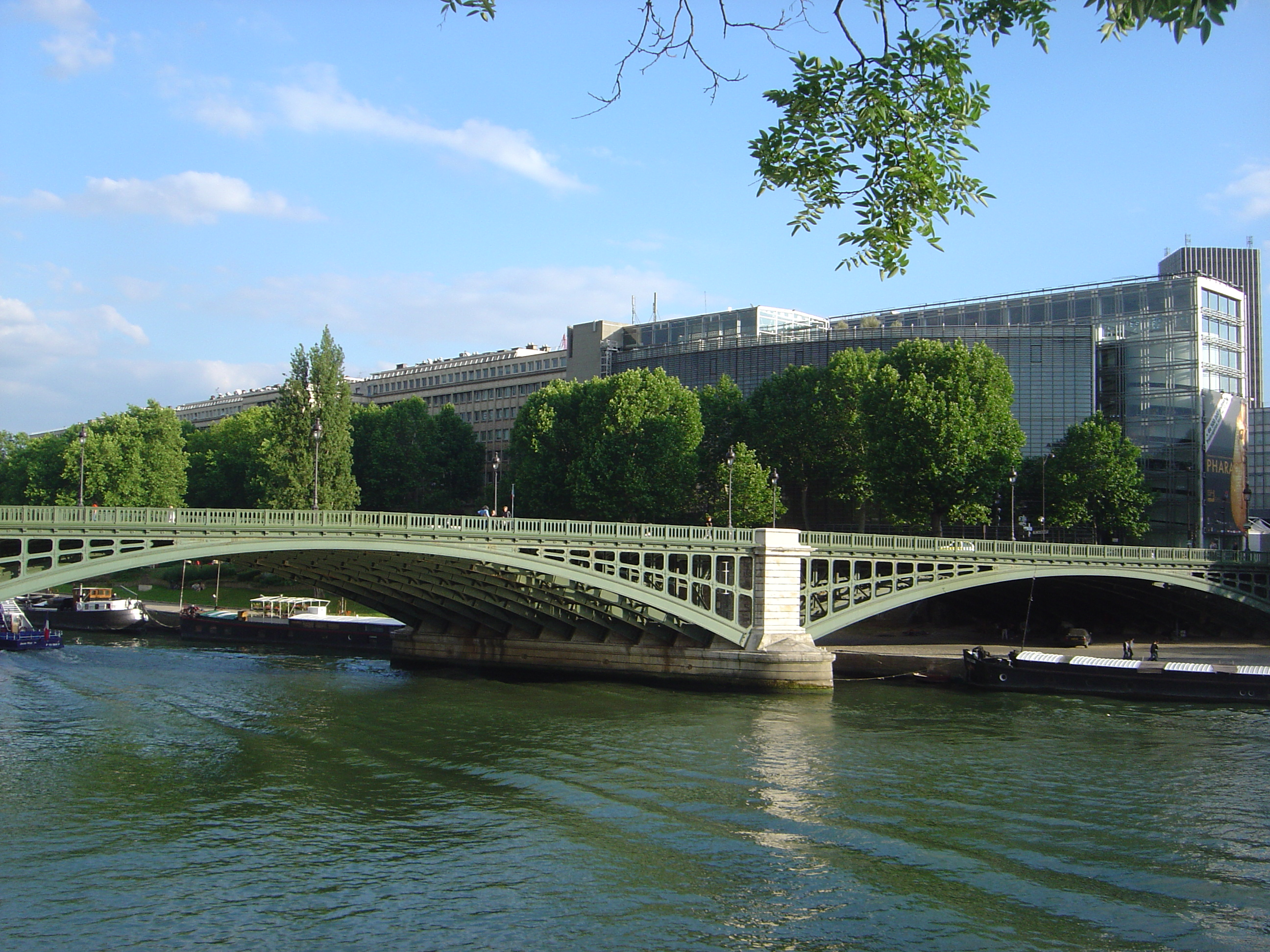
쉴리 다리 뒷편의 아랍 세계 연구소 박물관

아랍 세계 연구소(영어: Arab World Institute 아랍 월드 인스티튜트[*], AWI 또는 프랑스어: Institut du Monde Arabe 인스티튀 뒤 몽드 아라브[*], IMA)는 1980년에 설립된 프랑스의 연구소로, 아랍 세계에 대한 정보를 분석하고 문화적, 정신적 가치를 연구한다. 또, 이 연구소는 특히 과학과 기술 분야에서 프랑스와 아랍 세계 간의 협력, 문화 교류를 증진하는 데 초점을 둔다. 본부는 프랑스 파리 5구 포세생베르나르 거리에 위치해 있다.
아랍세계연구소는 1973년 발레리 지스카르 데스탱 대통령이 설립을 처음 제안하였다. 이후 프랑수아 미테랑 대통령의 도시개발계획인 '그랑 프로제'에 따라 1981년부터 1987년까지 연구소 겸 박물관 건물이 조성되었다. 1984년에는 리비아가 아랍세계연구소에 참여하기 시작하였다.
아랍세계연구소 본부의 면적은 16,894m²에 달한다. 건축가 장 누벨과 아키텍처-스튜디오가 작업한 설계안으로서 1981년 설계공모에서 당선작으로 선정됐다. 본부 건설 프로젝트는 아랍연맹국과 프랑스 정부의 공동기금으로 진행되었으며, 전체 시공 예산은 2억 3천만 유로에 달했다. 건물 내에는 박물관과 도서관, 강당, 식당가, 사무소와 회의실 등이 있다. 위치상 본부 건물은 피에르 에 마리 퀴리 대학교의 쥐시외 캠퍼스와 센강 사이의 완충지대 역할을 한다. 강변 쪽은 물길의 곡선을 따라감으로서 사각 격자의 딱딱함을 줄였으며, 쉴리교에서 매력적인 풍경을 더해주었다. 또 한편으로는 생제르맹데프레 지구를 향해 뒤쪽으로 꺾여 있는 모습이다.
강변 쪽으로는 곡져 있지만 남서쪽 방면으로는 날렵한 격자모양의 유리마감 커튼월이 설치되어 있다. 이쪽으로는 드넓은 사각 광장과 마주하는데 시테섬과 노트르담 성당 방면으로 트여 있다. 유리벽 뒤쪽으로는 기하학 무늬가 펼쳐진 철강판이 설치되어 있다. 이 기하학 무늬의 철판들은 사실 빛을 감지하면 모터가 작동하는 240개의 조리개로서, 날씨와 시간에 따라 자동으로 조리개를 열고 닫아 태양에서 건물내로 들어오는 빛과 열의 양을 조절하므로, 브리즈 솔레이유 (차양)를 세련되게 구현한 것이라 할 수 있다. 이러한 메카니즘으로 내부공간으로의 빛을 여과하는 것은 이슬람 건축에서 기후에 적응하기 위해 자주 이용하였던 방식이기도 하다. 아랍세계연구소 건물의 혁신적인 기술 응용과 디자인의 성공적 평가로 장 누벨은 일약 스타덤에 올라섰으며, 건물 자체도 파리의 문화적 기준점으로 거듭나게 되었다.

## 같이 보기
- 루브르 아부다비